# Habiganj (zila)
Habiganj is een district (zila) in de divisie Sylhet van Bangladesh. Het district telt 1,8 miljoen inwoners en heeft een oppervlakte van 2637 km². De hoofdstad is de stad Habiganj.

## Bestuurlijk
Habiganj is onderverdeeld in 8 upazila (subdistricten), 77 unions, 2093 dorpen en 4 gemeenten.
Subdistricten: Ajmiriganj, Baniachang, Bahubal, Chunarugha, Habiganj sadar, Lakhai, Madhabpur en Nabiganj